# アングルボザ

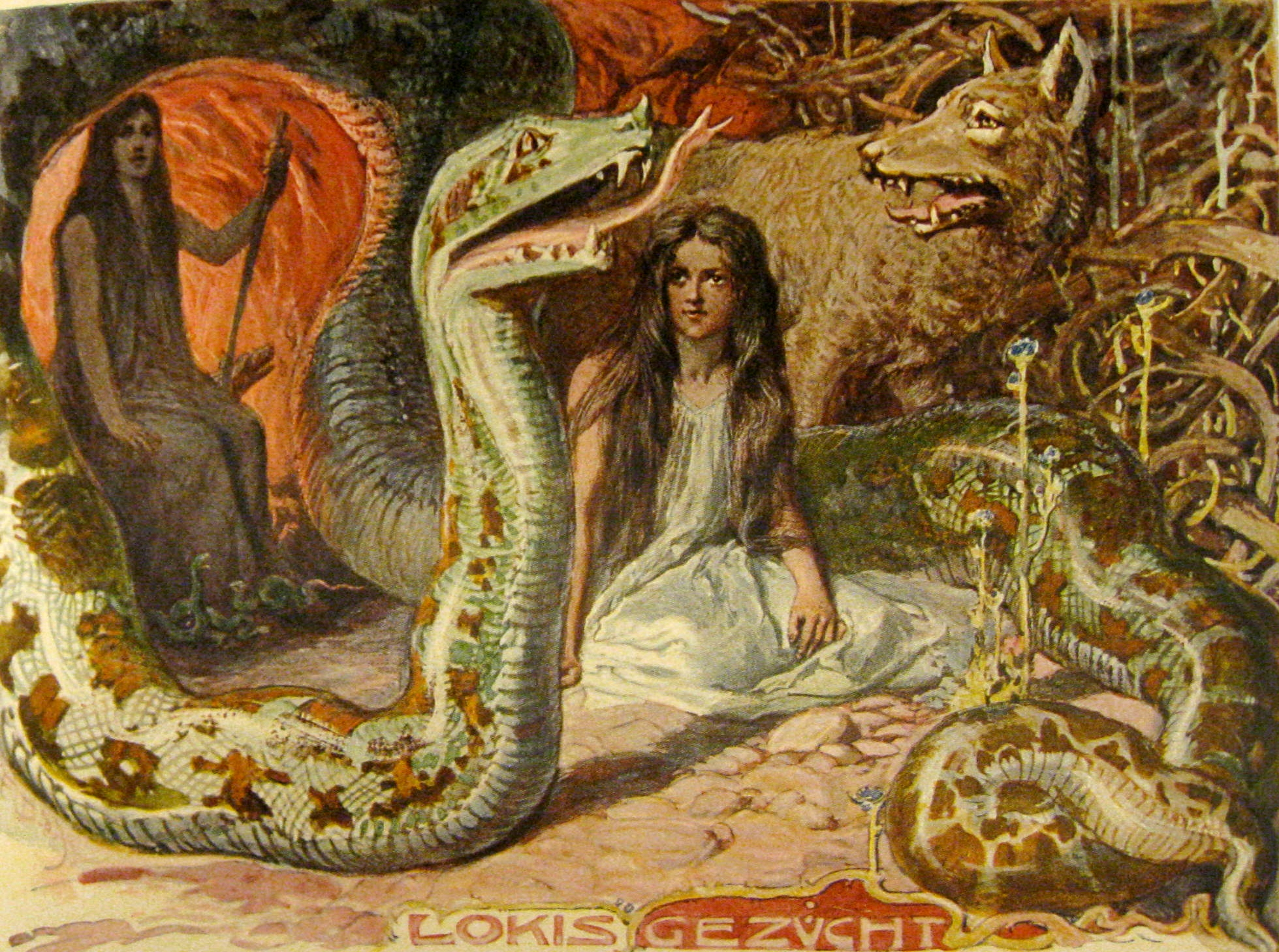
ロキの3人の子供達。背後にアングルボザが見える。エミール・デープラーによる。（1905年）

アングルボザまたはアングルボダ（古ノルド語: Angrboða）は、北欧神話に登場する女巨人。
『スノッリのエッダ』第一部『ギュルヴィたぶらかし』第34章によると、彼女はヨトゥンヘイムに住んでおり、ロキとの間には巨狼フェンリル、ミズガルズの大蛇ヨルムンガンド、ヘルを生んだ。ロキがアングルボザの心臓を食べる事によって生んだとする異伝もある。
『バルドルの夢』においてオーディンが訪ねた巫女は、オーディンから「3人の巨人の母か」と問いかけられる。谷口幸男は「3人の巨人」をヘル、ヨルムンガンド、フェンリルと推測し、巫女がアングルボザではないかと指摘している。